# Нолька (приток Лажа)
Нолька — река в России, протекает в Куженерском и Сернурском районах Республики Марий Эл. Устье реки находится в 56 км по левому берегу реки Лаж. Длина реки составляет 13 км.
Исток реки обозначен на картах у деревни Помашъял в 6 км к северо-востоку от посёлка Куженер, однако в верховьях река имеет пересохшее русло, реальный водоток начинается от деревни Иван-Сола. Река течёт на восток, протекает деревни Верхний Нольдур и Нижний Нольдур, впадает в Лаж у деревень Средний Торешкюбар и Большой Торешкюбар.

## Данные водного реестра
По данным государственного водного реестра России относится к Камскому бассейновому округу, водохозяйственный участок реки — Вятка от города Котельнич до водомерного поста посёлка городского типа Аркуль, речной подбассейн реки — Вятка. Речной бассейн реки — Кама.
По данным геоинформационной системы водохозяйственного районирования территории РФ, подготовленной Федеральным агентством водных ресурсов:
- Код водного объекта в государственном водном реестре — 10010300412111100037419
- Код по гидрологической изученности (ГИ) — 111103741
- Код бассейна — 10.01.03.004
- Номер тома по ГИ — 11
- Выпуск по ГИ — 1